# Twist of shadows
Twist of shadows is een muziekalbum van de Nederlandse darkwaveband Clan of Xymox uit 1989, toen opererend onder de naam Xymox. Na verschillende albums te hebben uitgebracht onder het label 4AD, was dit het eerste via het PolyGram-sublabel Wing Records.
Het album werd wereldwijd uitgebracht op elpee en cd en was het meest succesvol uit de geschiedenis van de band. Alleen al in de VS werden 300.000 exemplaren verkocht.

## Nummers
| Nummer | Naam             | Geschreven door         | Duur |
| ------ | ---------------- | ----------------------- | ---- |
| A1     | Evelyn           | Moorings/Wolbert        | 4:02 |
| A2     | Obsession        | Moorings/Wolbert        | 5:49 |
| A3     | Craving          | Moorings/Wolbert        | 5:41 |
| A4     | Blind hearts     | Moorings/Wolbert/Barten | 3:47 |
| A5     | The river        | Moorings/Wolbert        | 2:49 |
| B1     | A Million things | Moorings/Wolbert/Barten | 3:52 |
| B2     | Tonight          | Moorings/Wolbert        | 5:19 |
| B3     | Imagination      | Moorings/Wolbert        | 5:04 |
| B4     | In the city      | Moorings                | 4:56 |
| B5     | Clementina       | Nooten                  | 5:09 |